# Nicolae (Roșca)
Nicolae (světským jménem: Teodor Roșca; * 16. srpna 1967, Măgurele) je moldavský duchovní Moldavské pravoslavné církve, biskup ceadîr-lungský a vikář cahulské eparchie.

## Život
Narodil se 16. srpna 1967 ve vesnici Măgurele rajónu Ungheni.
Po střední škole nastoupil na Kišiněvské pedagogické učiliště a následně na Moldavskou statní konzervatoř. Absolvoval těž studium konzervatoře MCHAT v Moskvě. Roku 1988 nastoupil do řad Sovětské armády.
Dne 6. listopadu 1989 byl metropolitou kišiněvským a moldavským Vladimirem (Cantareanem) rukopoložen na diákona a 20. dubna 1990 na jereje. Navštěvoval Kišiněvské duchovní učiliště a Moskevský duchovní seminář.
Od 17. září 1991 byl klerikem katedrálního chrámu svatého Theodora Tyrona v Kišiněvě.  Dne 28. května 1997 byl jmenován sekretářem eparchie a předsedou oddělení vnějších církevních vztahů Moldavské pravoslavné církve. Od roku 2011 sloužil jako vojenský kaplan Ministerstva vnitra Moldavska.
Dne 16. srpna 2002 se stal administrátorem monastýru Ciuflea.
Roku 2004 dokončil studium Kyjevské duchovní akademie. Studoval též na fakultě práva Moldavské univerzity evropského vzdělávání a Celocírkevním postgraduálním a doktorském studiu svatých Cyrila a Metoděje.
Dne 7. dubna 2013 přijal mnišský postřih se jménem Nicolae na počest svatého Mikuláše a 8. ledna 2014 byl povýšen na archimandritu. Působil v dalších synodních odděleních.
Dne 12. března 2024 jej Svatý synod zvolil biskupem ceadîr-lungským a vikářem cahulské eparchie. Biskupská chirotonie proběhla 7. dubna 2024 v katedrálním chrámu Narození Krista v Kišiněvě. Hlavním světitelem byl metropolita kišiněvský a celého Moldavska Vladimir (Cantarean).